# 메시에 90
M90은 처녀자리에 위치한 나선 은하이다. 세이퍼트 은하이기도 한다. 처녀자리 은하중 가장 큰 은하이기도한다 절대등급은 22.1로 m31보다 밝다

## 거리 및 지름
지구에서 약 5,800만 광년 정도로 떨어져 있으며, 지름은 약 11만 광년이다.

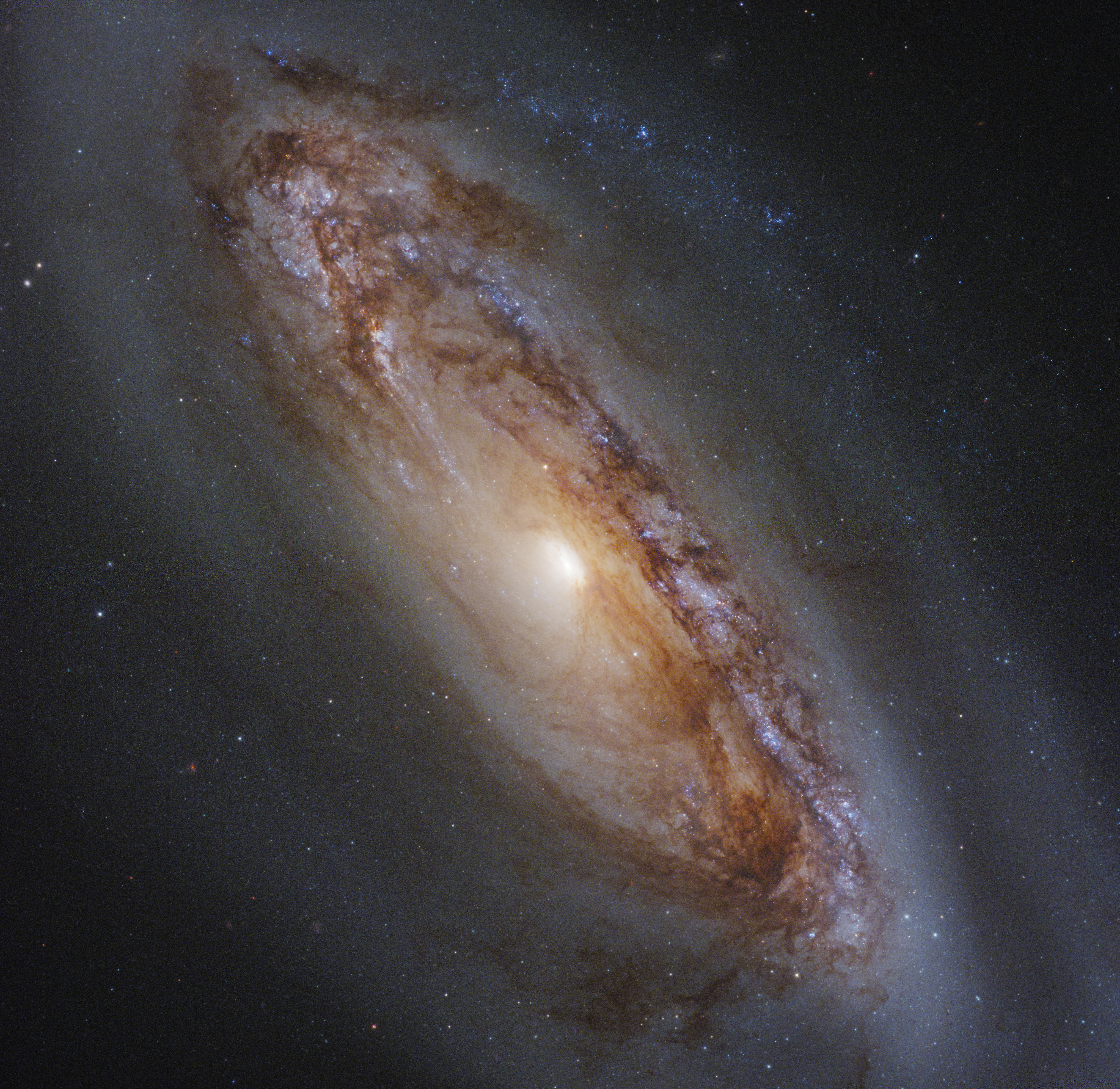
허블이 찍은 메시에90

## 구상 성단
1,000개 이상의 구상 성단이 있을 것으로 추정된다.

## 청색편이
M90은 청색편이를 일으키는 은하 중 하나이다.

## 위성 은하
위성 은하으로는 약 +14.0등급의 IC 3583의 불규칙 은하를 지니고 있으며, 먼 미래 이내에 M 90과 합쳐질 것으로 예상된다.

## 질량
은하의 총 질량은 태양의 약 790억 배에 이른다.

## 발견 및 역사
1781년 3월 18일 프랑스의 천문학자 샤를 메시에가 처음으로 발견하였다. 별이 없는 성운이라는 글과 함께 메시에 천체 목록에 기록하였
다. 이날 메시에는 M85를 제외한 M84부터 M91까지의 7개의 천체를 발견하였고, M85와 M92를 관측하였다.
1784년 4월 영국의 천문학자 윌리엄 허셜(William Herschel)이 관측 후 기록을 남겼다.
1830년대 영국의 천문학자 존 허셜(John Herschel)이 M89를 관측한 후 기록하였다